# Warner Bros. Pictures Animation
Warner Bros. Pictures Animation, tidigare känd som Warner Animation Group, är en amerikansk animationsstudio som driver Warner Bros.s teatraliska film produktion och distributionsavdelningen Warner Bros. Pictures. Studion grundades av Jeff Robinov den 7 januari 2013 och är en spin-off av den traditionella handritade 2D-animationsstudion Warner Bros., som lades ner 2004.

## Långfilmer
- Lego-filmen (The Lego Movie, 2014)
- Storkarna (Storks, 2016)
- The Lego Batman Movie (2017)
- The Lego Ninjago Movie (2017)
- Smallfoot (2018)
- Lego-filmen 2 (The Lego Movie 2: The Second Part, 2019)
- Scoob! (2020)
- Tom & Jerry (2021)
- Space Jam: A New Legacy (2021)
- DC League of Super-Pets (2022)
- Katten i hatten (The Cat in the Hat, 2026)[1]
- Coyote vs. Acme (2026)[2]
- Bad Fairies (2027)[3]
- Margie Claus (2027)[4]
- Oh, the Places You'll Go! (2028)[5]
- Dynamic Duo (2028)[6]
- The Lunar Chronicles (2028)[7]